# Abdelaziz Mougou
Abdelaziz Mougou, né le 8 août 1949 à Sousse, est un universitaire spécialisé en agronomie, et homme politique tunisien. Il est secrétaire d'État auprès du ministre de l'Agriculture et des Ressources hydrauliques, chargé des Ressources hydrauliques et de la Pêche entre 2010 et 2011. Son ministre de tutelle est Abdessalem Mansour.

## Biographie

### Études
Abdelaziz Mougou possède un diplôme national d'ingénieur obtenu en 1975, d'un diplôme d'études approfondies en sciences agronomiques obtenu en 1976, d'un diplôme d'ingénieur spécialisé en sciences agronomiques obtenu en 1977 et enfin d'un doctorat d'État en sciences agronomiques obtenu en 1984.

### Carrière professionnelle
En 1977, il est assistant d'enseignement supérieur agronomique, avant de devenir maître-assistant en 1979, maître de conférences en 1985 et professeur d'enseignement supérieur en agronomie en 1990.
En 1991, il est parallèlement directeur des études à l'Institut national agronomique de Tunisie, directeur des affaires pédagogiques à l'Institution de la recherche et de l'enseignement supérieur agricoles avant d'en devenir le président en 1997, et ce jusqu'en 2010. Il travaille également à la FAO.
Il est considéré comme un expert en sciences végétales et en cultures protégées. Il est l'auteur de plusieurs études scientifiques sur ces sujets.

### Carrière politique
Abdelaziz Mougou est secrétaire d'État auprès du ministre de l'Agriculture et des Ressources hydrauliques, chargé des Ressources hydrauliques et de la Pêche entre octobre 2010 et janvier 2011, dans le premier gouvernement Ghannouchi, jusqu'à la révolution de 2011. Son ministre de tutelle est Abdessalem Mansour.

## Décorations
- Commandeur de l'ordre national du mérite au titre du secteur de l'éducation et des sciences[1]
- Chevalier de l'ordre national du mérite au titre du secteur de l'agriculture[1]

## Vie privée
Abdelaziz Mougou est marié et père de trois enfants.